# Alexandre Tchaptchet
Pour les articles homonymes, voir Tchaptchet.
Pas d'image ? Cliquez ici

a Compétitions nationales et continentales officielles uniquement.

b Matchs officiels uniquement.
Dernière mise à jour le 26 juin 2021.
Alexandre Tchaptchet Noutcha, né le 26 septembre 2001 à Colombes (Hauts-de-Seine) est un joueur français de rugby à XV jouant au poste d'arrière au Lyon olympique universitaire rugby depuis 2020.

## Biographie

### Jeunesse et formation
Alexandre Tchaptchet est d'origine camerounaise. Il commence le rugby au CO Gargenville avant de rejoindre le Rugby Club Massy Essonne en 2015 avec lequel il est sacré champion de France de rugby à sept cadet en 2017 aux côtés de Jordan Joseph et de Joachim Trouabal. D'abord approché par le Racing 92, il poursuit avec Massy avant de rejoindre Lyon en 2020.

### Carrière professionnelle
Alexandre Tchaptchet commence sa carrière professionnelle lors de la saison 2020-2021 de Top 14 lors de la dernière journée de championnat face au Sporting Union Agen Lot-et-Garonne au stade de Gerland. Il entre à la place de Jonathan Wisniewski qui jouait le dernier match de sa carrière,,.
En juin 2021, il est retenu pour le Tournoi des Six Nations des moins de 20 ans qui se déroule à huis clos à Cardiff. Il y retrouve deux de ses anciens coéquipiers massicois : Daniel Bibi Biziwu et Léo Barré.
En novembre 2021, il est invité dans l'équipe des Barbarians français pour affronter les Tonga au Matmut Stadium Gerland de Lyon. Il supplée Henry Chavancy à la dernière minute et est aligné sur le banc. Les Baa-Baas s'impose 42 à 17 grâce à six essais inscrits.